# Brunnenstubenquelle
Die Brunnenstubenquelle ist ein knapp ein Kilometer langer Bach des Südschwarzwaldes im baden-württembergischen Zell im Wiesental, der am Osthang des Zeller Blauen bei Pfaffenberg entspringt und zwischen den Zeller Zinken Saufert und Mühlschau von rechts und Westen in die Wiese mündet.

## Geographie

### Verlauf
Die Brunnenstubenquelle entspringt südwestlich von Pfaffenberg am Osthang des Zeller Blauen auf etwa 682 m ü. NHN. Zunächst fließt der Bach in Südostrichtung in offener Wiesenaue durch die Klinkismatt. Im weiteren Verlauf biegt er in Richtung Osten ab und tangiert nördlich das Köpfle, auf dem die Bergkapelle Maria Frieden steht. Von da an verläuft er in Waldgebiet. Wenige Meter vor der Mündung unterquert er den Todtnauerliweg, die ehemalige Strecke der Schmalspurbahn von Zell nach Todtnau und heutige Wiesental Radweg. Die Mündung liegt auf etwa 461 m ü. NHN.
Der etwa 900 Meter lange Lauf der Brunnenstubenquelle endet ungefähr 215 Höhenmeter unterhalb ihrer Quelle, sie hat somit ein mittleres Sohlgefälle von etwa 24 %.

### Einzugsgebiet
Das naturräumlich zum Südschwarzwald gehörende Einzugsgebiet ist knapp 60 ha groß und liegt vollständig im Stadtgebiet von Zell im Wiesental. Der höchste Punkt des Einzugsgebiets liegt am Osthang des Zeller Blauen auf etwa 965 m ü. NHN.
Die Einzugsgebiete der folgenden Nachbargewässer grenzen an:
- Im Norden grenzt das Einzugsgebiet des noch höher zur Wiese entwässernden Pfaffenbachs und dessen Zufluss Biegenbach an;
- im Südwesten konkurriert der Jeglesgraben, der unterhalb der Brunnenstubenquelle in die Wiese mündet;
- im Süden fließt ein namenloser Wiesenauenbach (ca. 570 m lang, entspringt auf etwa 670 m ü. NHN) unmittelbar unterhalb ebenfalls zur Wiese.

### Zuflüsse
Auf der amtlichen topographischen Karte ist lediglich ein Zufluss für die Brunnenstubenquelle eingezeichnet, ein namenloser Wiesenauenbach der ungefähr 200 m lang ist und nördlich der Bergklause Maria Frieden von rechts und Westen auf etwa 600 m ü. NHN mündet; er entspringt auf etwa 673 m ü. NHN am Kreuzbühl.

### Flusssystem Wiese
- Fließgewässer im Flusssystem Wiese